# Eparchie kemerovská
Eparchie kemerovská je eparchie ruské pravoslavné církve nacházející se v Rusku.

## Území a titul biskupa
Zahrnuje správní hranice území městského okruhu Berjozovskij, Kiseljovsk, Krasnobrodskij, Polysajevo, také Bělovského, Gurjevského, Kemerovského, Krapivinského, Leninsk-Kuzněckijského a Prokopjevského rajónu Kemerovské oblasti.
Eparchiálnímu biskupovi náleží titul biskup kemerovský a prokopjevský.

## Historie
Eparchie byla zřízena rozhodnutím Svatého synodu dne 11. června 1993 oddělením území z krasnojarské eparchie.
Prvním eparchiálním biskupem se stal biskup tomský a vikář novosibirské eparchie Sofronij (Buďko).
V období od 26. března 2005 do 19. července 2006 byl součástí eparchie prokopjevský vikariát, spravovaný vikarijním biskupem Amvrosijem (Jermakovem).
Dne 26. července 2012 byla rozhodnutím Svatého synodu zřízena z části území eparchie nová eparchie novokuzněcká a eparchie mariinská. Tyto eparchie byly s eparchií kemerovskou včleněny do nově vzniklé kuzbaské metropole.

## Seznam biskupů
- 1993–2006 Sofronij (Buďko)
- od 2006 Aristarch (Smirnov)